# Strapuntino

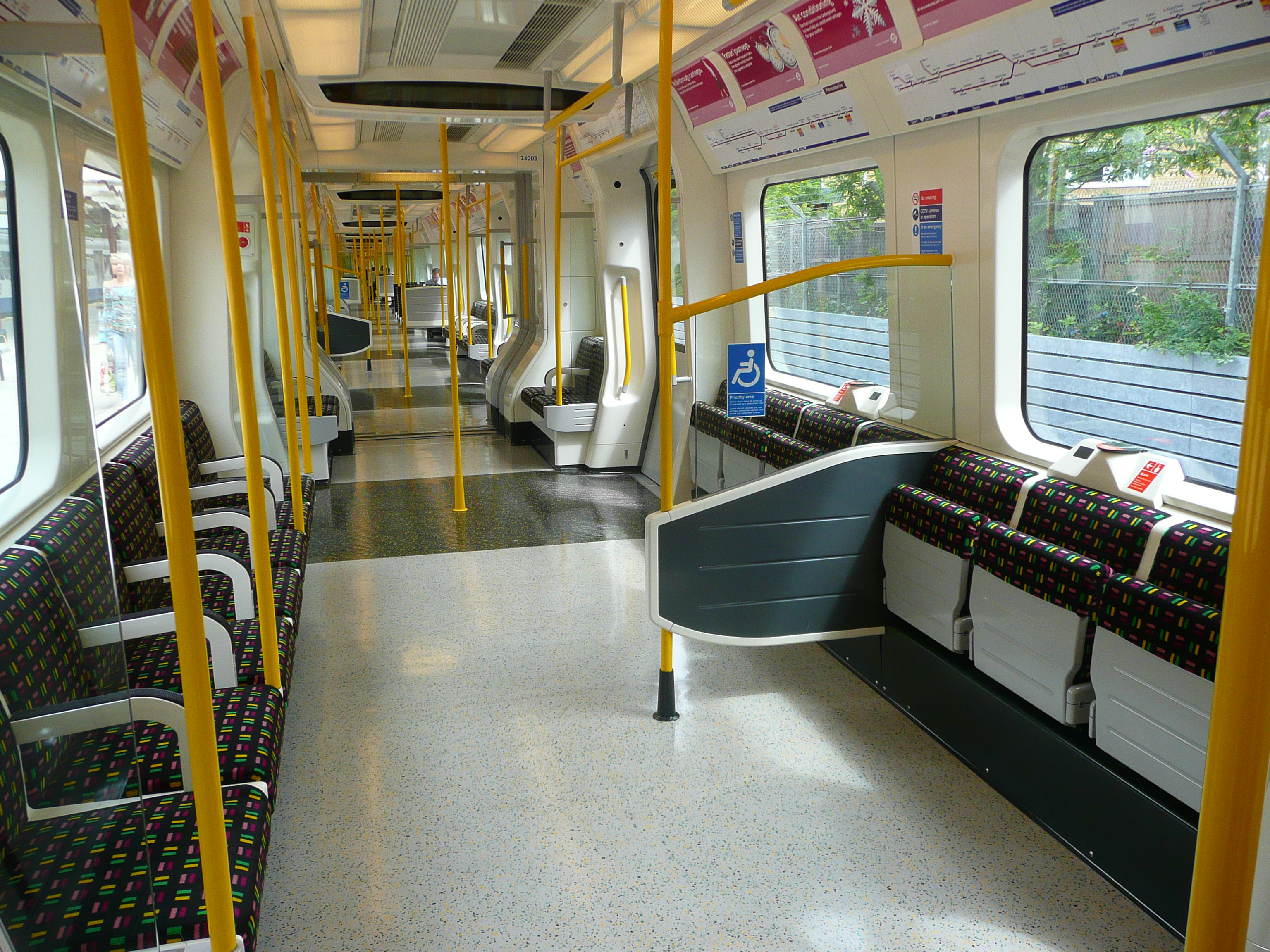
Strapuntini allineati in una carrozza di un treno metropolitano londinese S stock

Lo strapuntino è un particolare tipo di seduta con la caratteristica principale di essere utilizzato in situazioni e posizioni dove non è possibile o opportuno utilizzare sedili normali.

## Utilizzi
In ambito ferroviario viene chiamato strapuntino il seggiolino ribaltabile, che è di solito posto nei vestiboli o lungo i corridoi delle carrozze ferroviarie e viene utilizzato dai passeggeri quando i sedili fissi sono tutti occupati. I seggiolini sono tenuti in posizione di riposo (verticale), all'interno di nicchie ricavate direttamente negli allestimenti delle carrozze, da molle a torsione. Diversamente dai sedili propriamente detti, non occupano alcuna superficie quando non sono utilizzati, lasciando quindi maggior spazio ai viaggiatori in piedi.
Sui pullman lo strapuntino era un sedile aggiuntivo che veniva sistemato nel corridoio tra le file di sedili normali, e consisteva in una struttura che veniva appoggiata direttamente su due sedili centrali della stessa riga, quelli cioè ai lati del corridoio.
In ambito automobilistico viene definito allo stesso modo il tipo di sedile di fortuna ospitato, a scomparsa, in alcuni modelli di auto o in tipi specifici di auto come i pick-up a cabina allungata. Un altro utilizzo tipico in quest'ambito è dato dalle limousine dove alcuni dei posti posteriori possono essere del tipo a scomparsa. Erano un tempo montati anche su alcuni taxi, come posti aggiuntivi di fortuna.

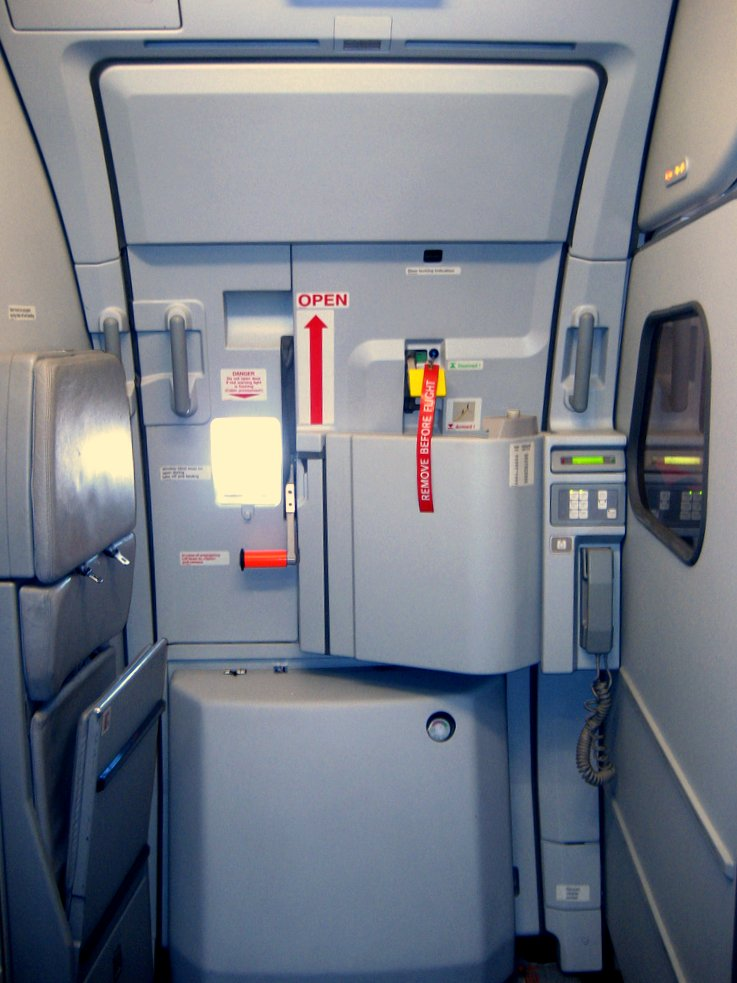
Airbus A319 Porta dell'aereo con strapuntino retratto

Nel settore dell'aviazione civile lo strapuntino si riferisce a un sedile ausiliario per il personale di bordo. Il termine ha origine negli Stati Uniti intorno al 1860 per il sedile mobile della carrozza.
In aereo gli strapuntini possono essere situati in cabina di pilotaggio o in cabina passeggeri.
In cabina di pilotaggio, sono previsti per soggetti che non operano attività di pilotaggio, ma mai normali passeggeri paganti. Questi potrebbero includere apprendisti piloti, membri dell'equipaggio in fase di transizione verso un altro aeroporto, funzionari dell'Ente Nazionale Aviazione Civile (ENAC), o personale della compagnia aerea, solo previa autorizzazione del comandante del volo. Alcuni aerei non hanno strapuntini nella cabina di pilotaggio, mentre altri ne hanno uno o due.
Nella maggior parte degli aerei di linea è disponibile un pannello audio utilizzabile dall'osservatore, in modo tale che possa controllare o partecipare a comunicazioni di volo e una maschera per l'ossigeno.
Gli strapuntini nella cabina passeggeri sono utilizzati dal personale di bordo, in particolare durante il decollo e l'atterraggio. Questi sono normalmente situati vicino alle uscite di sicurezza in modo che gli assistenti di volo possano rapidamente aprire la porta d'uscita per una eventuale evacuazione rapida. Gli strapuntini sono quindi retrattili proprio perché posti in prossimità delle uscite dell'aereo e spesso anche delle zone di lavoro, per renderle facilmente agibili in caso di necessità.
Questi sedili devono essere utilizzati obbligatoriamente dagli assistenti di volo in servizio sia per la loro collocazione sia per la loro struttura, meno confortevole, ma molto resistente in casi di situazioni di emergenza per impatti violenti del velivolo. Sono inoltre dotati di doppia cintura di sicurezza: una regolare ed una a bretella. Nella struttura stessa dello strapuntino sono a volte integrati equipaggiamenti di emergenza, vari a seconda della tipologia di aeromobile, come la torcia, l'estintore e il cappuccio anti-fumo.
Ci possono essere strapuntini aggiuntivi nella cabina dei passeggeri a seconda di come la compagnia aerea ha configurato i suoi aerei e del numero di assistenti di volo che compongono l'equipaggio. 
Entrambi i tipi di strapuntino possono essere utilizzati dal personale della stessa compagnia aerea, o anche di altre, fuori dal servizio lavorativo. Ciò risulta possibile, sempre previa autorizzazione del comandante del volo, quando non sono disponibili posti passeggeri in cabina (una pratica conosciuta come jumpseating o deadheading).
Le norme di sicurezza introdotte in seguito agli attacchi terroristici dell'11 settembre 2001 hanno portato ad un inasprimento delle restrizioni circa l'utilizzo degli strapuntini, soprattutto in cabina di pilotaggio.
Lo strapuntino viene anche utilizzato nell'ambito dei trasporti verticali nell'industria degli elevatori, in particolare, ovviamente, nel trasporto di persone. Può essere di tipo applicato o ad incasso in una o più delle pareti interne alla cabina.

## Note

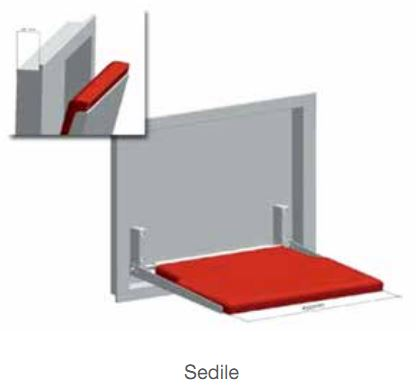